# Czack Péter
Czack Péter (16. század – 1636) író.
1602-ben egy küldöttség tagja volt, mely Kassáról Lőcsére kísérte a későbbi szuperintendenst, Peter Zablert. 1605-ben részvevője volt a várost fenyegető hajdúkkal való tárgyalásnak. 1606-tól kezdve haláláig szerepel Lőcse hivatalnokai között, mint aedilis senator (az épületek felügyeletét ellátó tisztviselő), és 1632–1633-ban mint bíró. 1625-ben Lőcsét képviselte Tapolcának a Thökölyekkel szembeni peres ügyében. Mint tanácsost, a középületeket és utakat gondozó "aedilis" avagy "Bauherr" hatáskörével ruházták fel.
Hain Gáspár krónikája címlapján mint szepes-lőcsei naplóírót említi, de naplója még nem került elő.